# Władysław Szyrma
Władysław Lach-Szyrma (ur. 1824/1830 w Okońsku, w powiecie łuckim guberni wołyńskiej, zm. po 1880) – uczestnik powstania styczniowego.
Były oficer wojsk rosyjskich, w czasie powstania pomocnik naczelnika powiatu łuckiego. Aresztowany i więziony w Żytomierzu. Skazany na 6 lat ciężkich robót, zesłany do Usola. W 1874 przywrócony w prawach stanu. W 1880 przeniósł się do guberni irkuckiej.